# Michel Guillaud
Michel Guillaud (* 24. Juni 1961 in Villeurbanne, Frankreich) ist ein französischer römisch-katholischer Geistlicher und ernannter Bischof von Constantine-Hippone.

## Leben
Michel Guillaud wurde 1961 in Villeurbanne geboren. Er studierte Theologie in Lyon und besuchte das Päpstliche Institut für Arabische und Islamische Studien. Am 1. Juli 1990 weihte Erzbischof Albert Kardinal Decourtray ihn für das Erzbistum Lyon zum Priester. Anschließend lehrte er Islamologie an der Katholischen Universität Lyon, wo er auch als Studentenpfarrer tätig war.
Im Jahr 2006 verließ er Frankreich und ging nach Algerien, wo er Pfarrer von Batna in der Diözese Constantine-Hippone wurde. Von 2014 bis 2016 war er Pfarrer von Constantine und anschließend bis 2025 von Skikda. Gleichzeitig wurde er 2020 von Bischof Nicolas Lhernould zu seinem Generalvikar ernannt. Dieses Amt behielt er bis 2024, als Nicolas Lhernould Erzbischof von Tunis wurde und Guillaud nunmehr das Bistum Constantine als Diözesanadministrator verwaltete.
Von 2015 bis 2025 war er zudem Generalsekretär der Nordafrikanischen  Bischofskonferenz
Am 11. Juli 2025 ernannte Papst Leo XIV. ihn zum Bischof von Constantine-Hippone.